# Адамс (округ, Огайо)
Округ Адамс (англ. Adams County) располагается в штате Огайо, США. Официально образован 10 июля 1797 года. Получил своё наименование в честь второго президента США Джона Адамса. По состоянию на 2010 год, численность населения составляла 28 550 человека.

## География
По данным Бюро переписи США, общая площадь округа равняется 1 518,389 км2, из которых 1 512,225 км2 суша и 6,164 км2 или 0,410 % это водоёмы.

## Население
По данным переписи населения 2000 года в округе проживает 27 330 жителей в составе 10 501 домашних хозяйств и 7 613 семей. Плотность населения составляет 18,00 человек на км2. На территории округа насчитывается 11 822 жилых строений, при плотности застройки около 8-ти строений на км2. Расовый состав населения: белые — 97,77 %, афроамериканцы — 0,18 %, коренные американцы (индейцы) — 0,68 %, азиаты — 0,12 %, гавайцы — 0,03 %, представители других рас — 0,11 %, представители двух или более рас — 1,10 %. Испаноязычные составляли 0,64 % населения независимо от расы.
В составе 34,00 % из общего числа домашних хозяйств проживают дети в возрасте до 18 лет, 57,10 % домашних хозяйств представляют собой супружеские пары проживающие вместе, 10,40 % домашних хозяйств представляют собой одиноких женщин без супруга, 27,50 % домашних хозяйств не имеют отношения к семьям, 24,00 % домашних хозяйств состоят из одного человека, 11,00 % домашних хозяйств состоят из престарелых (65 лет и старше), проживающих в одиночестве. Средний размер домашнего хозяйства составляет 2,57 человека, и средний размер семьи 3,03 человека.
Возрастной состав округа: 26,40 % моложе 18 лет, 8,70 % от 18 до 24, 28,20 % от 25 до 44, 23,40 % от 45 до 64 и 23,40 % от 65 и старше. Средний возраст жителя округа 36 лет. На каждые 100 женщин приходится 96,10 мужчин. На каждые 100 женщин старше 18 лет приходится 94,80 мужчин.
Средний доход на домохозяйство в округе составлял 29 315 $, на семью — 34 714 $. Среднестатистический заработок мужчины был 30 000 $ против 20 433 $ для женщины. Доход на душу населения составлял 14 515 $. Около 12,80 % семей или 17,40 % общего населения находились ниже черты бедности, в том числе — 20,30 % молодёжи (тех, кому ещё не исполнилось 18 лет) и 16,00 % тех, кому было уже больше 65 лет.

## Сообщества

### Переписные места
- Бентонвилл
- Черри-Форк[англ.]